# Saint-Ennemond
Saint-Ennemond é uma comuna francesa na região administrativa de Auvérnia-Ródano-Alpes, no departamento Allier. Estende-se por uma área de 38,18 km². Em 2010 a comuna tinha 637 habitantes (densidade: 16,7 hab./km²).